# Мокша (философия)
Мо́кша (санскр. मोक्ष IAST: mokṣa, «освобождение»), или му́кти (санскр. मुक्ति): в индуизме, джайнизме и раннем буддизме — освобождение из круговорота рождений и смертей (санскр., пали — сансара), от всех «страданий» (санскр. — дуккха) и ограничений материального существования.
В философии индуизма понятие «мокши» рассматривается как возвышенное, трансцендентное состояние сознания, в котором материя, время, пространство и карма, так же как и другие элементы эмпирической реальности, рассматриваются как майя (санскр. — иллюзия).
Мокша, однако, не является посмертной наградой за благочестивые поступки — освобождение достигается в течение земной жизни посредством преодоления эгоизма, или ложного эго (санскр. — аханкары), и раскрытия истинной, глубинной сущности индивида как чистого духа или души. Такой освобождённый называется «освобождённый при жизни» — «дживанмукта».
Последователями «недвойственного направления» индуизма — адвайты мокша понимается как осознание индивидом своего тождества с Абсолютом-Брахманом, который есть блаженство (санскр. — ананда). Для них мокша является высшим совершенством на пути йоги и характеризуется отсутствием желаний: обусловленное сознание «нама-рупа» (санскр. -«имён и форм») уже растворилось и проявилась вечная природа дживы (индивидуальная душа), свободной от отождествления с формами этого материального мира майи. Освобождение достигается через прекращение всех желаний — состояние, которое также известно как нирвана, хотя буддийская трактовка освобождения несколько отличается от той, которая даётся последователями адвайта-веданты.

## Индуизм
В индуизме мокша рассматривается как конечное освобождение от материального отождествления, от оков двойственности, и осознание своей истинной, вечной сущности как чистого духа, исполненного знания и блаженства (сатчитананда) — состояние, которое не поддаётся описанию и трансцендентно к чувственному восприятию.
Согласно философской школе адвайта-веданте, при освобождении индивидуальная душа атман осознаёт своё единство с Основой и Источником всего сущего — Брахманом. Конечной ступенью совершенства является осознание того, что душа как индивидуальная сущность никогда не существовала.
В традициях двайты индуизма утверждается, что слияние освобождённой души (дживы) с Богом невозможно, так как между ними вечно существуют определённые различия. 
В вайшнавизме, самой многочисленной ветви индуизма, мокша означает отказ от своего материального эго и восстановление своей изначальной, духовной индивидуальности как чистого, преданного слуги Бхагавана Вишну, который также известен под другими именами, такими как Кришна, Рама, Нараяна и т. д. 
В священных писаниях индуизма, таких как «Бхагавад-гита», «Махабхарата», «Рамаяна» и других, превозносится именно такое личностное понимание мокши в контексте бхакти, и объявляется, что бхакти-йога является путём к достижению мокши. С другой стороны, в философии монистической школы индуизма адвайта-веданты или брахмавады, чья доктрина основана на Упанишадах, говорится что Верховный Дух не имеет формы, находится по ту сторону бытия и небытия, за пределами осязаемости и понимания. Эти две концепции мокши в индуизме — личностная и безличностная — рассматриваются по-разному различными течениями в индуизме.
- В школах двайты и вишишта-адвайты, которые относятся к персоналистской традиции вайшнавизма, определение мокши даётся как вечных, любовных взаимоотношений с Богом (Ишварой), которые считаются высшим совершенством существования. Бхакта (преданный) на стадии высшего совершенства достигает вечной обители своего Верховного Господа, где, сохраняя свою индивидуальность, но уже в духовном теле сатчитананда, наслаждается личными взаимоотношениями с Богом и Его спутниками.
- В философии адвайты, Абсолютная Истина не проявляется в качестве Личности Бога, но представляет собой единство без формы и существа (санскр. - Ниргуна Брахмо), что-то непроявленное и безличностное. Мокшей является растворение в этом Единстве. Понятие "безличностной мокши" можно также сравнить с концепцией нирваны в буддизме. Между этими двумя философиями существует много общего, в особенности в том, что касается концепции высшего сознания и достижения просветления.

В религиях настика (не признающих авторитет Вед), таких как джайнизм и буддизм, мокша выступает как слияние со всем сущим (бытием - санскр. - бхава), независимо от того, существует ли Бог или нет. Мокша достигается после нирваны. Нирвана в индуизме это брахма-нирвана, которая в конце концов должна привести к Богу.

### Способы достижения мокши
В индуизме основным способом для достижения мокши является «атма-джнана» (санскр. — самоосознание). Индуисты, практикуя карму или бхакти осознают, что Бог безграничен и проявляет Себя во множестве различных форм, как личностных, так и безличностных.
Согласно одному из важнейших писаний индуизма — «Бхагавадгите», существуют четыре основных вида йоги или марги (пути) к достижению мокши:
- Карма-йога — выполнять предписанные обязанности ради удовлетворения Бога без привязанности к результату;
- Джнана-йога — философски постичь Бога;
- Раджа-йога — медитировать на Бога;
- Бхакти-йога — служить Богу с любовью и преданностью.

Также индийские философы часто указывают на вайрагью (санскр. — бесстрастие) как на средство достижения мокши.
Различные течения в индуизме превозносят один из этих путей как наилучший, но существуют две основные философские школы — адвайта-веданта и бхакти.

#### Бхакти
Бхакти рассматривает Бога как Верховный Объект любви в Его личностной монотеистической концепции Вишну и Его аватару.
В отличие от авраамических традиций, например, в смарта индуизме монотеизм не мешает индусу поклоняться и другим аспектам и проявлениям Бога, так как все они рассматриваются как лучи, исходящие из одного источника. Тут, однако, нужно заметить, что «Бхагавад-гита» не поощряет поклонение полубогам, так как такое поклонение не приводит к мокше.
Основная сущность бхакти заключается в любовном служении Богу и идеальной природой бытия считаются гармония и благозвучие, а его проявленной сущностью — любовь. Когда джива (санскр. — индивидуальная душа) погружается в любовь к Богу, она избавляется как от плохой, так и от хорошей кармы, её иллюзорные представления о природе бытия исчезают и она наслаждается истинной жизнью во всёвозрастающем блаженстве личностных любовных взаимоотношений с Богом. При этом, как поклоняющийся, так и объект поклонения сохраняют свою индивидуальность в этих отношениях божественной любви.

#### Адвайта-веданта
В веданте существуют три основных направления, из которых двайта и вишишта-адвайта в основном ассоциируются с бхакти. Третьей основной школой является монистическая адвайта-веданта, которая не видит разницы между индивидуальной душой, бытием, Богом и т. д. и которую часто сравнивают с современной буддистской философией. Она делает основной упор на усиленную индивидуальную практику (санскр. — садхану), и базируется на Упанишадах, «Брахма-сутрах» и учении своего основателя Шанкары. Последователи имперсоналистских школ в индуизме также поклоняются различным богам, но в итоге это поклонение прекращается после того, как поклоняющийся и объект поклонения теряют свою индивидуальность. Мокша достигается собственными усилиями под руководством гуру, который уже достиг мокши.

## Джайнизм
В джайнизме, когда душа (атман) достигает мокши, она освобождается из круговорота рождения и смерти, и полностью очищается, становясь сиддхой или Буддой (что буквально означает того, кто достиг конечной цели). В джайнизме, для того, чтобы достичь мокши, необходимо освободиться от любой кармы, плохой или хорошей, — считается, что если карма осталась, она непременно принесёт свои плоды.
Путь освобождения в джайнизме — это «Три жемчужины» или «Три Сокровища» (санскр. — Триратна):
1) правильное знание — знание учения Джины Махавиры,
2) правильное вѝдение — вера и вѝдение мира таким, каким его описывают тиртханкары,
3) правильное поведение — поведение, соответствующее предписаниям этики джайнизма, основой которой является ненасилие, невреждение (ахимса).
Метод освобождения в джайнизме представляет собой два основных этапа:
1. Остановка (самвара) притока кармы в душу. Для этого необходимо практиковать: 1) пять «великих обетов»: ненасилие, не-воровство, правдивость, непривязанность, целомудрие; 2) осторожность в еде, хождении, речи, принятии вещей и т. д.; 3) троякий контроль — над телом, речью, умом; 4) десять добродетелей — кротость, смирение, непреклонность, чистота, правдивость, самообуздание, аскеза, отказ от тела, отрешенность, целомудрие; 5) размышления о нечистоте и бренности этого мира, о необходимости достижения освобождения, о различении души и не-души и т. п.; 6) самообладание; 7) уединенные медитации.
2. Уничтожение (нирджара) накопленной кармической материи. Для этого применяются различные аскетические практики (отказ от вкусной пищи, иные ограничения в еде и прочем).

Наиболее эффективным средством освобождения в джайнизме считаются медитация (санскр. — дхьяна) и жёсткая аскеза. Освобождение с точки зрения джайнизма является естественным состоянием души.

## Буддизм
Мокша в буддизме — это освобождение от круговорота рождений и смертей, синоним нирваны. В буддизме чаще употребляется санскритский термин «нирвана» (пали «ниббана»).
Переход в состояние нирваны в буддизме сравнивается с пламенем, которое постепенно угасает по мере иссякания топлива — страсти (санскр. лобха), ненависти (санскр. двеша, пали доса), заблуждений (моха). При этом, разрывается «паутина желаний» (вана), связывающая одну жизнь с другой. С иссяканием причины страдания прекращается и само страдание.
Нирвана в буддизме несубстанциональна (буддизм в принципе не признает никаких субстанций), не является богом или безличным абсолютом. Нирвана — это состояние свободы и особой внеличностной или надличностной полноты бытия.
Метод достижения освобождения в буддизме — Восьмеричный путь (санскр. Арьяштангамарга), изложенный Буддой в Четвёртой благородной истине. Восемь пунктов Восьмеричного пути делятся на три категории:
- культивирование мудрости (праджня): 1) правильные воззрения (диттхи), 2) правильные намерения (санкальпа); соответствует випашьяне;
- культивирование нравственного поведения (шила): 3) правильная речь (вач), 4) правильные действия (карма), 5) правильный образ жизни (аджива);
- культивирование психики (самадхи): 6) правильные усилия (ваяма), 7) правильное осознавание (смрити), 8) правильное сосредоточение (самадхи); соответствует шаматхе[6].

Среди буддистов есть мнение, что эти три блока практик должны осуществляться в следующем порядке: сначала нравственность (шила), затем самадхи (шаматха), и только потом праджня (випашьяна). Согласно другому мнению, «культивирование нравственности» (шила) и «культивирование психики» (шаматха) должны осуществляться вместе с «культивированием мудрости» (випашьяна). Мудрость (праджня) отождествляется в буддизме с реализацией Четырех благородных истин. Буддийский путь освобождения, в отличие от джайнского, не предполагает крайность жёсткого аскетизма, и является «Благородным Срединным путем», лежащим между «крайностями» гедонизма и аскетизма, которые Будда характеризовал как «неблагие, бесполезные».
Согласно традиции буддизма тхеравады, для достижения освобождения надо пройти четыре стадии совершенствования: 1) сотапатанна (пали «вступивший в поток»); 2) сакадагамин («возвращающийся один раз»); 3) анагамин («невозвращающийся»); 4) архат (санскр. «достойный», пали: арахант) — тот, кто достиг освобождения уже в этой жизни.
В буддизме махаяны высшая цель практики несколько отличается (см. Бодхисаттва).